# Maël Bégrand
Maël Bégrand (ur. 2 kwietnia 2004) – francuski kombinator norweski i skoczek narciarski, reprezentant klubu SC Prémanon. Medalista mistrzostw kraju.

## Przebieg kariery
W sierpniu 2018 w Oberstdorfie zadebiutował w cyklu Youth Cup I w kombinacji norweskiej – zawody ukończył na 13. pozycji (Gundersen) oraz 14. (Sprint). W lutym 2019 zadebiutował w Alpen Cupie w kombinacji norweskiej, zajmując 12. miejsce w Kanderstegu.
W lutym 2021 zadebiutował w Alpen Cupie w skokach narciarskich, zajmując 32. i 30. lokatę w Ramsau. W tym samym miesiącu w Oberhofie zadebiutował w FIS Cupie w skokach narciarskich, zajmując 54. i 60. lokatę.
Na Mistrzostwach Francji w Skokach Narciarskich 2021 zdobył srebrny medal w zawodach drużynowych, w których reprezentował Jurę.
W międzynarodowych zawodach organizowanych przez FIS po raz ostatni wystąpił w marcu 2022 w Eisenerz, zajmując miejsca w trzeciej dziesiątce w zawodach Alpen Cupu w kombinacji norweskiej.

## Osiągnięcia – skoki narciarskie

### FIS Cup

#### Miejsca w poszczególnych konkursach FIS Cupu
| Sezon 2020/2021                                                               |             |                  |                  |                |                |               |               |             |             |              |              |               |               |        |        |        |        |        |        |        |        |        |        |        |        |        |        |        |        |        |        |        |
| Râșnov HS97                                                                   | Râșnov HS97 | Kandersteg HS106 | Kandersteg HS106 | Zakopane HS140 | Zakopane HS140 | Szczyrk HS104 | Szczyrk HS104 | Lahti HS100 | Lahti HS100 | Villach HS98 | Villach HS98 | Oberhof HS100 | Oberhof HS100 | punkty | punkty | punkty | punkty | punkty | punkty | punkty | punkty | punkty | punkty | punkty | punkty | punkty | punkty | punkty | punkty | punkty | punkty | punkty |
| -                                                                             | -           | -                | -                | -              | -              | -             | -             | -           | -           | -            | -            | 54            | 60            | 0      | 0      | 0      | 0      | 0      | 0      | 0      | 0      | 0      | 0      | 0      | 0      | 0      | 0      | 0      | 0      | 0      | 0      | 0      |
| Legenda                                                                       |             |                  |                  |                |                |               |               |             |             |              |              |               |               |        |        |        |        |        |        |        |        |        |        |        |        |        |        |        |        |        |        |        |
| 1 2 3 4-10 11-30 poniżej 30 dq – dyskwalifikacja - − zawodnik nie wystartował |             |                  |                  |                |                |               |               |             |             |              |              |               |               |        |        |        |        |        |        |        |        |        |        |        |        |        |        |        |        |        |        |        |